# 太平铺乡
太平铺乡，是中华人民共和国湖南省常德市桃源县下辖的一个乡镇级行政单位。

## 行政区划
太平铺乡下辖以下地区：
木旺溪村、太平铺村、湖塘村、成功坪村、六家冲村和小桃源村。